# Myopsocus caquetensis
Myopsocus caquetensis (лат.) — вид сеноедов рода Myopsocus из семейства Myopsocidae. Южная Америка: Колумбия. Название происходит от имени департамента Какета (Caquetá ), где был найден голотип. Мелкие насекомые, длина переднего крыла около 2 мм. Основная окраска тела коричневая. Принадлежит к числу видов, не имеющих в переднем крыле ячеек с гребенчатым апикальным краем. В отличие от них, у этого вида фаллосома пириформная, с боковыми раструбами, объединёнными базально, выступающими назад на основании наружных парамеров, которые широко закруглены апикально.